# 王玉凤
王玉凤（1944年—），满族，中华人民共和国政治人物、第十一届全国政协委员。
担任北京交通大学理学院教授。2008年，当选第十一届全国政协委员，代表教育界，分入第四十组。